# 威廉·莫尔顿·马斯顿
威廉·莫尔顿·马斯顿（英語：William Moulton Marston，1893年5月9日—1947年5月2日），以笔名查尔斯·莫尔顿（英語：Charles Moulton）为人所知，是美国的心理学家、发明家、自費出版其作品的心理学作家，以及漫画神力女超人的创作者。其两位妻子伊丽莎白·霍洛韦·马斯顿和奧麗弗·伯恩都对神奇女侠的创作产生了很大影响。
他于2006年入选漫画名人堂。

## 生平

### 早年生平和职业生涯
马斯顿出生在马萨诸塞州索格斯的Cliftondale，是Annie Dalton(姓Moulton) 和Frederick William Marston之子。马斯顿在哈佛大学接受教育，于1915年在美国优等生联谊会（Phi Beta Kappa）毕业并取得文学士学位，在1918年取得法学士学位，并在1921年取得了心理学博士学位。在华盛顿州的美利坚大学和马萨诸塞州的塔夫茨大學任教后，马斯顿于1929年前往加利福尼亚的环球影城，在那里担任公共服务部主任一年。

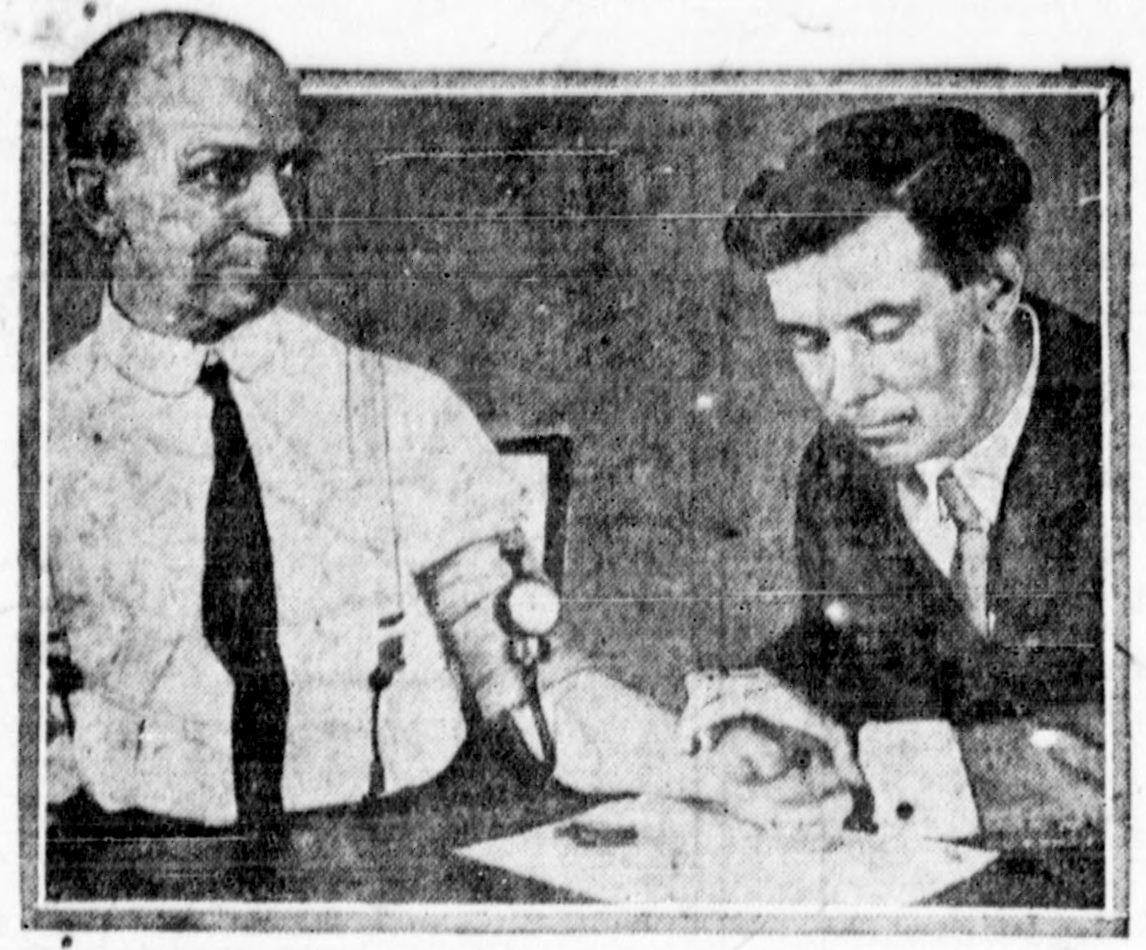
威廉·马斯顿(右)于1922年测试他发明的测谎仪

马斯顿与他的妻子伊丽莎白·霍洛韦·马斯顿和奧麗弗·伯恩组成了三角家庭，二者都体现了当时的女权主义。

### 心理学家和发明家
马斯顿是收缩压测试的首创者，該測試后来成为John Augustus Larson发明的现代测谎仪的一部分。马斯顿的妻子伊丽莎白建议威廉注意情感和血压之间的联系，经过观察，“当她生气或激动动时，她的血压似乎往上攀升”。尽管伊丽莎白并不被列入威廉早期作品的合作者，但是她的工作成果仍直接或间接地被马斯顿的研究所引用。她还在一张19世纪20年代拍摄于他的实验室中的照片中出现。当马斯顿开始了自己的娱乐事业和漫画写作的生涯时，他随后便开始着手将拉尔森的测谎发明商业化，并在吉列剃刀的广告中以推销员的形象出现，同时使用了测谎仪的主题。
上个世纪20年代，當弗洛伊德和荣格等人心理学家通过对人类的异常行为研究发展着心理学的各个流派之时，威廉·莫尔顿·马斯顿博士却在1928年出版的著作Emotions of Normal People《常人的情绪》中，通过正常人在正常情况下的情绪反应研究，提出了被后人称为“人类行为语言”的DISC理论。马斯顿博士从他的研究中发现，人们对所处情境的自我察觉和情绪反应通过四种主要行为模式进行表达，分别是Dominance, Inducement, Submission, and Compliance. 该书首度尝试将心理学从纯粹的临床背景向外延伸应用到一般人身上。而1920年代的心理学，大部分的研究都集中在心理病症或是犯罪心理方面，马斯顿教授的勇敢尝试在当时未能得到心理学界的重视或认同，这大概是造成现代的心理学领域并未将马斯顿的理论收录到心理学体系当中的主要原因。DISC系统现在已发展成为可能是全世界最广泛被采用的评量系统。

## 相關電影
- 在《马斯顿教授和神奇女侠》中，由盧克·伊雲斯飾演威廉·莫爾頓·馬斯頓。

## 外部連結
维基共享资源上的相關多媒體資源：威廉·莫尔顿·马斯顿